# Dionisio Martínez de la Vega
Dionisio Martínez de la Vega (nacido en la década de 1670 - 1741) fue un noble y militar español que ejerció como gobernador y Capitán General de Cuba (20 de septiembre de 1724 hasta el 18 de marzo de 1734), gobernador y capitán general de la Provincia de Tierra Firme y Presidente de la Real Audiencia de Panamá.

## Carrera
Dionisio Martínez de la Vega nació en la década de 1670. Se unió al Ejército en su juventud, donde destacó en las campañas que ese desarrollaba. Así, logró alcanzar, eventualmente, el grado de Teniente General, Mariscal de Campo, y de brigadier. Debido a sus reconocimientos en el Ejército, la corona española no nombró gobernador y capitán general de Cuba  el 20 de septiembre de 1724. Durante su administración, mantuvo viva la represión que caracterizó a su antecesor en el gobierno cubano, Gregorio Guazo. Si bien, también impulsó el bote de 20 barcos por parte de los astilleros, y abolió el derecho de los Ayuntamientos a mercedar tierras, eliminando una ley que se había mantenido en Cuba desde el siglo XVI.
Además, durante su gobierno, la religión católica tuvo un gran esplendor en lo que se refiere a la construcción de edificios. Así, el obispo Valdés creó el Seminario de Santiago de Cuba y, en 1728, la Universidad de La Habana. 
Martínez de la Vega mantuvo el cargo de gobernador del archipiélago hasta el 18 de marzo de 1734.
Murió en 1741.